# DDR-Meisterschaften im Eisschnelllaufen 1984
Die DDR-Meisterschaften im Eisschnelllaufen 1984 fanden auf den Einzelstrecken und im Sprint-Mehrkampf im Karl-Marx-Städtischen Eisstadion im Küchwald statt, wobei die Meister auf den Einzelstrecken schon im Dezember des Vorjahres ermittelt wurden. Im Großen-Mehrkampf wurde in diesem Jahr keine Meisterschaft ausgetragen. Karin Enke gewann nach drei Einzelstrecken, auch den Sprint-Mehrkampf und war damit die erfolgreichste Sportlerin bei den Titelkämpfen.

## Meister
| Distanz          | Männer         | Verein           | Frauen       | Verein             |
| ---------------- | -------------- | ---------------- | ------------ | ------------------ |
| 500 Meter        | Uwe-Jens Mey   | SC Dynamo Berlin | Karin Enke   | SC Einheit Dresden |
| 1.000 Meter0     | André Hoffmann | SC Dynamo Berlin | Karin Enke   | SC Einheit Dresden |
| 1.500 Meter0     | André Hoffmann | SC Dynamo Berlin | Karin Enke   | SC Einheit Dresden |
| 3.000 Meter0     |                |                  | Sabine Brehm | SC Dynamo Berlin   |
| 5.000 Meter0     | Andreas Ehrig  | TSC Berlin       |              |                    |
| 10.000 Meter0    | René Schöfisch | TSC Berlin       |              |                    |
|                  |                |                  |              |                    |
| Sprint-Mehrkampf | Andreas Dietel | SC Dynamo Berlin | Karin Enke   | SC Einheit Dresden |

## Einzelstrecken-Meisterschaften

### Männer
Datum: 8. – 11. Dezember 1983

#### 500 Meter
| Pl. | Name                 | Verein            | Zeit (s) |
| --- | -------------------- | ----------------- | -------- |
| 1   | Uwe-Jens Mey         | SC Dynamo Berlin  | 38,62    |
| 2   | André Hoffmann       | SC Dynamo Berlin  | 38,68    |
| 3   | Andreas Dietel       | SC Dynamo Berlin  | 38,70    |
| 4   | Frank-Rüdiger Handke | SC Dynamo Berlin  | 39,00    |
| 5   | Heiko Scandolo       | SC Turbine Erfurt | 39,07    |
| 6   | René van Bernum      | TSC Berlin        | 39,37    |

#### 1.000 Meter
| Pl. | Name                 | Verein           | Zeit (min) |
| --- | -------------------- | ---------------- | ---------- |
| 1   | André Hoffmann       | SC Dynamo Berlin | 1:17,28    |
| 2   | Andreas Dietel       | SC Dynamo Berlin | 1:18,33    |
| 3   | Andreas Ehrig        | TSC Berlin       | 1:18,65    |
| 4   | René van Bernum      | TSC Berlin       | 1:19,74    |
| 5   | Frank-Rüdiger Handke | SC Dynamo Berlin | 1:20,22    |
| 6   | Lars Büsterfeld      | TSC Berlin       | 1:22,95    |

#### 1.500 Meter
| Pl. | Name                 | Verein           | Zeit (min) |
| --- | -------------------- | ---------------- | ---------- |
| 1   | André Hoffmann       | SC Dynamo Berlin | 2:01,77    |
| 2   | Andreas Dietel       | SC Dynamo Berlin | 2:01,88    |
| 3   | Andreas Ehrig        | TSC Berlin       | 2:03,54    |
| 4   | Michael Hannig       | TSC Berlin       | 2:06,59    |
| 5   | Jörn Piotrowski      | SC Dynamo Berlin | 2:06,83    |
| 6   | Frank-Rüdiger Handke | SC Dynamo Berlin | 2:06,87    |

#### 5.000 Meter
| Pl. | Name            | Verein            | Zeit (min) |
| --- | --------------- | ----------------- | ---------- |
| 1   | Andreas Ehrig   | TSC Berlin        | 7:12,53    |
| 2   | Jörn Piotrowski | SC Dynamo Berlin  | 7:13,71    |
| 3   | Frank Nauschütz | SC Dynamo Berlin  | 7:13,77    |
| 4   | Uwe Sauerteig   | SC Turbine Erfurt | 7:16,03    |
| 5   | Andreas Dietel  | SC Dynamo Berlin  | 7:16,66    |
| 6   | René Schöfisch  | TSC Berlin        | 7:25,20    |

#### 10.000 Meter
| Pl. | Name            | Verein             | Zeit (min) |
| --- | --------------- | ------------------ | ---------- |
| 1   | René Schöfisch  | TSC Berlin         | 14:59,44   |
| 2   | Frank Nauschütz | SC Dynamo Berlin   | 15:19,15   |
| 3   | Jörn Piotrowski | SC Dynamo Berlin   | 15:24,82   |
| 4   | Uwe Sauerteig   | SC Turbine Erfurt  | 15:35,23   |
| 5   | Steffen Meißner | SC Turbine Erfurt  | 16:05,13   |
| 6   | Lauterbach      | SC Karl-Marx-Stadt | 16:23,15   |

### Frauen

#### 500 Meter
| Pl. | Name                 | Verein             | Zeit (s) |
| --- | -------------------- | ------------------ | -------- |
| 1   | Karin Enke           | SC Einheit Dresden | 40,54    |
| 2   | Christa Rothenburger | SC Einheit Dresden | 40,86    |
| 3   | Carola Bürger        | SC Einheit Dresden | 42,25    |
| 4   | Heike Müller         | SC Karl-Marx-Stadt | 43,39    |
| 5   | Sjouke Hoffmann      | SC Dynamo Berlin   | 43,47    |
| 6   | Petra Richter        | SC Karl-Marx-Stadt | 43,85    |

#### 1.000 Meter
| Pl. | Name                 | Verein             | Zeit (min) |
| --- | -------------------- | ------------------ | ---------- |
| 1   | Karin Enke           | SC Einheit Dresden | 1:23,15    |
| 2   | Andrea Schöne        | SC Einheit Dresden | 1:26,53    |
| 3   | Christa Rothenburger | SC Einheit Dresden | 1:27,20    |
| 4   | Carola Bürger        | SC Einheit Dresden | 1:29,09    |
| 5   | Andrea Schulze       | SC Einheit Dresden | 1:32,34    |
| 6   | Heike Müller         | SC Karl-Marx-Stadt | 1:34,02    |

#### 1.500 Meter
| Pl. | Name            | Verein             | Zeit (min) |
| --- | --------------- | ------------------ | ---------- |
| 1   | Karin Enke      | SC Einheit Dresden | 2:03,40    |
| 2   | Andrea Schöne   | SC Einheit Dresden | 2:08,19    |
| 3   | Andrea Schulze  | SC Einheit Dresden | 2:13,10    |
| 4   | Gabi Schönbrunn | SC Karl-Marx-Stadt | 2:13,39    |
| 5   | Carola Bürger   | SC Einheit Dresden | 2:14,29    |
| 6   | Heike Schalling | SC Turbine Erfurt  | 2:16,33    |

#### 3.000 Meter
| Pl. | Name            | Verein             | Zeit (min) |
| --- | --------------- | ------------------ | ---------- |
| 1   | Sabine Brehm    | SC Dynamo Berlin   | 4:36,71    |
| 2   | Andrea Schulze  | SC Einheit Dresden | 4:44,30    |
| 3   | Heike Schalling | SC Turbine Erfurt  | 4:44,84    |
| 4   | Sjouke Hoffmann | SC Dynamo Berlin   | 4:52,72    |
| 5   | Carola Bürger   | SC Einheit Dresden | 4:53,82    |
| 6   | Witschel        | SC Karl-Marx-Stadt | 4:55,79    |

## Sprint-Mehrkampf-Meisterschaften
Datum: 25. – 26. Februar 1984

### Männer
| Pl. | Name               | Verein             | Punkte  | 500 m 1. Tag | 1.000 m 1. Tag | 500 m 2. Tag | 1.000 m 2. Tag |
| --- | ------------------ | ------------------ | ------- | ------------ | -------------- | ------------ | -------------- |
| 1   | Andreas Dietel     | SC Dynamo Berlin   | 159,055 | 39,05        | 1:18,79        | 39,73        | 1:21,76        |
| 2   | Steffen Doering    | TSC Berlin         | 161,380 | 39,53        | 1:21,27        | 39,27        | 1:23,89        |
| 3   | Michael Hannig     | TSC Berlin         | 163,035 | 40,77        | 1:20,70        | 40,77        | 1:22,29        |
| 4   | Thomas Stenzel     | TSC Berlin         | 163,670 | 41,07        | 1:21,03        | 40,45        | 1:23,27        |
| 5   | Roland Freier      | SC Karl-Marx-Stadt | 167,490 | 41,44        | 1:24,61        | 41,00        | 1:25,49        |
| 6   | Rainer Effenberger | SC Einheit Dresden | 168,460 | 41,26        | 1:24,55        | 40,93        | 1:27,99        |

### Frauen
| Pl. | Name              | Verein             | Punkte  | 500 m 1. Tag | 1.000 m 1. Tag | 500 m 2. Tag | 1.000 m 2. Tag |
| --- | ----------------- | ------------------ | ------- | ------------ | -------------- | ------------ | -------------- |
| 1   | Karin Enke        | SC Einheit Dresden | 166,445 | 41,38        | 1:21,6         | 41,87        | 1:24,79        |
| 2   | Carola Bürger     | SC Einheit Dresden | 173,485 | 43,15        | 1:26,9         | 42,51        | 1:28,75        |
| 3   | Skadi Walter      | SC Einheit Dresden | 176,460 | 42,63        | 1:28,2         | 43,37        | 1:32,72        |
| 4   | Jacqueline Börner | TSC Berlin         | 180,830 | 43,84        | 1:30,7         | 43,81        | 1:35,66        |
| 5   | Sjouke Hoffmann   | SC Dynamo Berlin   | 182,155 | 45,28        | 1:30,9         | 44,47        | 1:33,91        |

## Medaillenspiegel
| Platz | Verein | Verein             | Gold | Silber | Bronze | Total |
| ----- | ------ | ------------------ | ---- | ------ | ------ | ----- |
| 1     |        | SC Dynamo Berlin   | 5    | 5      | 3      | 13    |
| 2     |        | SC Einheit Dresden | 4    | 5      | 4      | 13    |
| 3     |        | TSC Berlin         | 2    | 1      | 3      | 06    |
| 4     |        | SC Turbine Erfurt  | –    | –      | 1      | 01    |
|       | Total  | Total              | 11   | 11     | 11     | 33    |